# 布兰切特狸藻
布兰切特狸藻（学名：Utricularia blanchetii）为狸藻属小型食虫植物。其种加词“blanchetii”来源于法国植物采集者布兰切特。布兰切特狸藻为巴西特有种，仅存在于巴伊亚。其陆生或岩生于溪流旁或岩石间的潮湿砂质土壤中。海拔分布范围为850米至1750米。1844年，阿方斯·比拉姆·德康多爾最先对布兰切特狸藻进行了描述。